# Championnat d'Islande de football 2007
Navigation
Saison précédente Saison suivante
La saison 2007 du Championnat d'Islande de football était la 96e édition de la première division islandaise. Les 10 clubs jouent les uns contre les autres lors de rencontres disputées en matchs aller et retour. Pour la première fois de son histoire, le HK Kopavogur va participer au championnat.
Le FH Hafnarfjörður, triple tenant du titre, a tenté de le conserver face aux neuf meilleurs clubs du pays.
C'est le Valur Reykjavik qui finit en tête du championnat et remporte le 20e titre de champion d'Islande de son histoire. Il termine avec seulement un point d'avance sur le triple tenant, le FH et 8 points d'avance sur l'ÍA Akranes. Le FH se consolera de la perte de son titre en remportant la première Coupe d'Islande de son histoire.
En bas du classement, en prévision du passage de la première division de 10 à 12 clubs, il n'y a qu'un club relégué cette saison. C'est le Vikingur Reykjavik qui descend en 2. Deild. Le club paye une nouvelle fois son irrégularité : c'est sa 3e relégation en huit ans.

## Les 10 clubs participants
| \| Reykjavik : KR - Fylkir - Valur - Vikingur - Fram ÍBK Keflavík Kopavogur : Breiðablik - HK ÍA Akranes FH Hafnarfjörður \| Clubs participants |
| Reykjavik : KR - Fylkir - Valur - Vikingur - Fram ÍBK Keflavík Kopavogur : Breiðablik - HK ÍA Akranes FH Hafnarfjörður                          |

| Club                 | Classement 2006 | Stade             | Ville         |
| -------------------- | --------------- | ----------------- | ------------- |
| ÍA Akranes           | 6               | Akranesvöllur     | Akranes       |
| Breiðablik Kopavogur | 5               | Kópavogsvöllur    | Kopavogur     |
| FH Hafnarfjörður     | 1               | Kaplakriki        | Hafnarfjörður |
| Fram Reykjavik       | 2. Deild        | Laugardalsvöllur  | Reykjavik     |
| Fylkir Reykjavik     | 8               | Fylkisvöllur      | Reykjavik     |
| HK Kopavogur         | 2. Deild        | Kópavogsvöllur    | Kopavogur     |
| ÍBK Keflavík         | 4               | Keflavíkurvöllur  | Keflavík      |
| KR Reykjavik         | 2               | KR-völlur         | Reykjavik     |
| Valur Reykjavik      | 3               | Vodafonevöllurinn | Reykjavik     |
| Vikingur Reykjavik   | 7               | Víkin             | Reykjavik     |

## Compétition

### Classement
Le barème de points servant à établir le classement se décompose ainsi :
- Victoire : 3 points
- Match nul : 1 point
- Défaite : 0 point

| Rang | Équipe               | Pts | J  | G  | N | P  | Bp | Bc | Diff |
| ---- | -------------------- | --- | -- | -- | - | -- | -- | -- | ---- |
| 1    | Valur Reykjavik      | 38  | 18 | 11 | 5 | 2  | 41 | 20 | +21  |
| 2    | FH Hafnarfjörður T C | 37  | 18 | 11 | 4 | 3  | 42 | 26 | +16  |
| 3    | ÍA Akranes           | 30  | 18 | 8  | 6 | 4  | 34 | 27 | +7   |
| 4    | Fylkir Reykjavik     | 29  | 18 | 8  | 5 | 5  | 23 | 18 | +5   |
| 5    | Breiðablik Kopavogur | 24  | 18 | 5  | 9 | 4  | 29 | 20 | +9   |
| 6    | ÍBK Keflavík         | 21  | 18 | 5  | 6 | 7  | 26 | 32 | -6   |
| 7    | Fram Reykjavik P     | 16  | 18 | 3  | 7 | 8  | 25 | 31 | -6   |
| 8    | KR Reykjavik         | 16  | 18 | 3  | 7 | 8  | 17 | 30 | -13  |
| 9    | HK Kopavogur P       | 16  | 18 | 4  | 4 | 10 | 17 | 35 | -18  |
| 10   | Vikingur Reykjavik   | 14  | 18 | 3  | 5 | 10 | 15 | 30 | -15  |

|  | Qualifié pour la Ligue des champions 2008-2009 |
|  | Qualifié pour la Coupe UEFA 2008-2009          |
|  | Qualifié pour la Coupe Intertoto 2008          |
|  | Relégation en 2. Deild                         |

### Matchs
| Résultats (▼dom., ►ext.) | FH  | IA  | Vik | HK  | Brei | Fylk | IBK | Val | Fram | KR  |
| FH Hafnarfjörður         |     | 1-1 | 4-1 | 4-0 | 2-1  | 0-0  | 3-2 | 0-2 | 3-3  | 5-1 |
| ÍA Akranes               | 2-3 |     | 1-0 | 4-1 | 2-1  | 0-2  | 2-1 | 2-1 | 2-2  | 3-1 |
| Vikingur Reykjavik       | 1-3 | 0-3 |     | 0-0 | 1-1  | 0-1  | 1-2 | 1-5 | 2-1  | 0-1 |
| HK Kopavogur             | 2-2 | 1-0 | 2-2 |     | 1-1  | 1-2  | 2-1 | 1-4 | 2-1  | 2-0 |
| Breiðablik Kopavogur     | 4-3 | 3-0 | 1-1 | 3-0 |      | 0-1  | 2-2 | 0-0 | 2-2  | 1-1 |
| Fylkir Reykjavik         | 1-2 | 2-2 | 1-0 | 1-0 | 0-3  |      | 4-0 | 1-2 | 1-1  | 0-0 |
| ÍBK Keflavík             | 1-2 | 3-3 | 0-0 | 3-0 | 0-3  | 1-0  |     | 1-3 | 2-1  | 1-1 |
| Valur Reykjavik          | 4-1 | 2-2 | 3-1 | 1-0 | 2-2  | 2-4  | 2-2 |     | 1-1  | 2-1 |
| Fram Reykjavik           | 0-2 | 2-4 | 0-2 | 3-0 | 1-0  | 3-1  | 2-2 | 0-2 |      | 1-1 |
| KR Reykjavik             | 0-2 | 1-1 | 1-2 | 3-2 | 1-1  | 1-1  | 1-2 | 0-3 | 2-1  |     |

## Bilan de la saison
| Tableau d'Honneur                 |                  |
| Compétition                       | Vainqueur        |
| Championnat d'Islande de football | Valur Reykjavik  |
| Coupe d'Islande de football       | FH Hafnarfjörður |
| Coupe de la Ligue                 | FH Hafnarfjörður |
| Supercoupe d'Islande de football  | FH Hafnarfjörður |

| Qualifications européennes    |                             |
| Ligue des champions 2006-2007 | Qualifié                    |
| 1er tour                      | Valur Reykjavik             |
| Coupe UEFA 2008-2009          | Qualifiés                   |
| 1er tour                      | ÍA Akranes FH Hafnarfjörður |
| Coupe Intertoto 2008          | Qualifié                    |
| 1er tour                      | Fylkir Reykjavik            |

| Promotion et relégation |                                                   |
| Relégué en 2. Deild     | Vikingur Reykjavik                                |
| Promus en 1. Deild      | þrottur Reykjavik UMF Grindavík Fjölnir Reykjavík |

## Meilleurs buteurs
| # | Buteurs                | Clubs                | Nb de Buts |
| - | ---------------------- | -------------------- | ---------- |
| 1 | Jonas Grani Garðarsson | Fram Reykjavik       | 13         |
| 1 | Tryggvi Gudmundsson    | FH Hafnarfjörður     | 13         |
| 1 | Helgi Sigurðsson       | Valur Reykjavik      | 13         |
| 4 | Magnus Pall Gunnarsson | Breiðablik Kopavogur | 8          |
| 4 | Sinisa Valdimar Kekic  | Vikingur Reykjavik   | 8          |